# 미스티 블루
미스티 블루(Misty Blue)는 대한민국의 인디 록 밴드이다. 정은수(보컬), 최경훈(베이스), 이정우 (기타)의 3인조 밴드로 시작했던 'Misty Blue'(이하 미스티 블루)는 2002년 월드컵이 열리던 해 결성되어 긴 시간 동안 곡 작업과 녹음을 거쳐 세상과 만나게 되었다. 리더이자 베이시스트인 최경훈과 보컬 및 작사를 맡고 있는 정은수 모두 어린 시절 스쿨밴드의 이름이 ‘미스티 블루’였다는 이유에서 ‘미스티 블루’로 결성, 이름이 지어졌다. 2010년 6월 20일, 홍대 앞 클럽 타(打)에서의 공연을 마지막으로 공식 해체하였다.

## 멤버
- 정은수 - 보컬
- 최경훈 - 베이스

## 음반

### 정규 음반
- 너의 별 이름은 시리우스B (2005년)

1. Radio Days
2. 초콜릿
3. Cherry
4. Daisy
5. Spring Fever
6. 그녀의 고양이
7. 일요일 오디오
8. 화요일의 실루엣
9. 마음을 기울이면
10. 거품
11. 8월의 8시 하늘은 불꽃놀이 중
12. 푸른 그림자
13. 위로
14. 너의 별 이름은 시리우스 B (Bonus Track)

### EP
- 4˚C 유리 호수 아래 잠든 꽃 (2006년)

1. 봄에게 미처 배우지 못한 것 Part1
2. 날씨 맑음
3. Lullaby For Christmas
4. Snowberry
5. 봄에게 미처 배우지 못한 것 Part2
6. The Little Drummer Boy
7. Daisy
8. Tuesday in Silhouette
9. Blue Shadow
10. Spring Fever
11. Bubble Trip
12. (Hidden Track)

- 1/4 Sentimental Con.Troller - 봄의 언어 (2009년)

1. 04:07:02
2. 봄의 왈츠를 위한 시계
3. 4월의 후유증(Feat. 이진우)
4. 하늘그네
5. 동경(憧憬) 센티멘탈 클럽
6. 향기 알리섬
7. 봄의 언어

- 2/4 Sentimental StoryTell(h)er - 여름, 행운의 지휘 (2009년)

1. Picnic
2. 빨간 벽돌집 바이엘
3. Moderate Breeze
4. 여름, 행운의 지휘
5. 빗방울 연주
6. Slowdays
7. 여름몽상

- 3/4 Sentimental Steady Seller - 가을의 용기 (2009년)

1. Ergo
2. 청춘지도
3. 지상에서의 마지막 연인
4. 가을의 용기
5. 한밤의 꿈
6. 하나
7. Baby P

- 4/4 Sentimental Painkiller - 겨울은 봄의 심장 (2010년)

1. 봄의 심장
2. 망각 (Obliviate)
3. 슈게이저
4. 조와 울
5. On And On
6. 낮잠
7. 기억은 겨울보다 차갑다